# Selma Boragina
Selma Boragina (San Paolo, 13 ottobre 1961) è un'ex cestista brasiliana.

## Carriera
Con il Brasile ha disputato i Campionati mondiali del 1979.